# Remilly-Aillicourt
Remilly-Aillicourt ist eine französische Gemeinde mit 762 Einwohnern (Stand: 1. Januar 2022) im Département Ardennes in der Region Grand Est. Sie gehört zum Arrondissement Sedan und zum Kanton Vouziers. 

## Geographie
Remilly-Aillicourt liegt rund sechs Kilometer südsüdöstlich von Sedan an der Maas (frz. Meuse). Umgeben wird Remilly-Aillicourt von den Nachbargemeinden Bazeilles im Norden, Douzy im Nordosten und Osten, Villers-devant-Mouzon im Süden, Haraucourt im Süden und Südwesten, Angecourt im Südwesten und Westen, Thelonne im Westen sowie Noyers-Pont-Maugis im Nordwesten.

## Bevölkerungsentwicklung
| Jahr                       | 1962 | 1968 | 1975 | 1982 | 1990 | 1999 | 2006 | 2019 |
| Einwohner                  | 924  | 903  | 825  | 819  | 782  | 781  | 804  | 784  |
| Quellen: Cassini und INSEE |      |      |      |      |      |      |      |      |

## Sehenswürdigkeiten
- Kirche Saint-Rémi, seit 1938 Monument historique
- Schloss

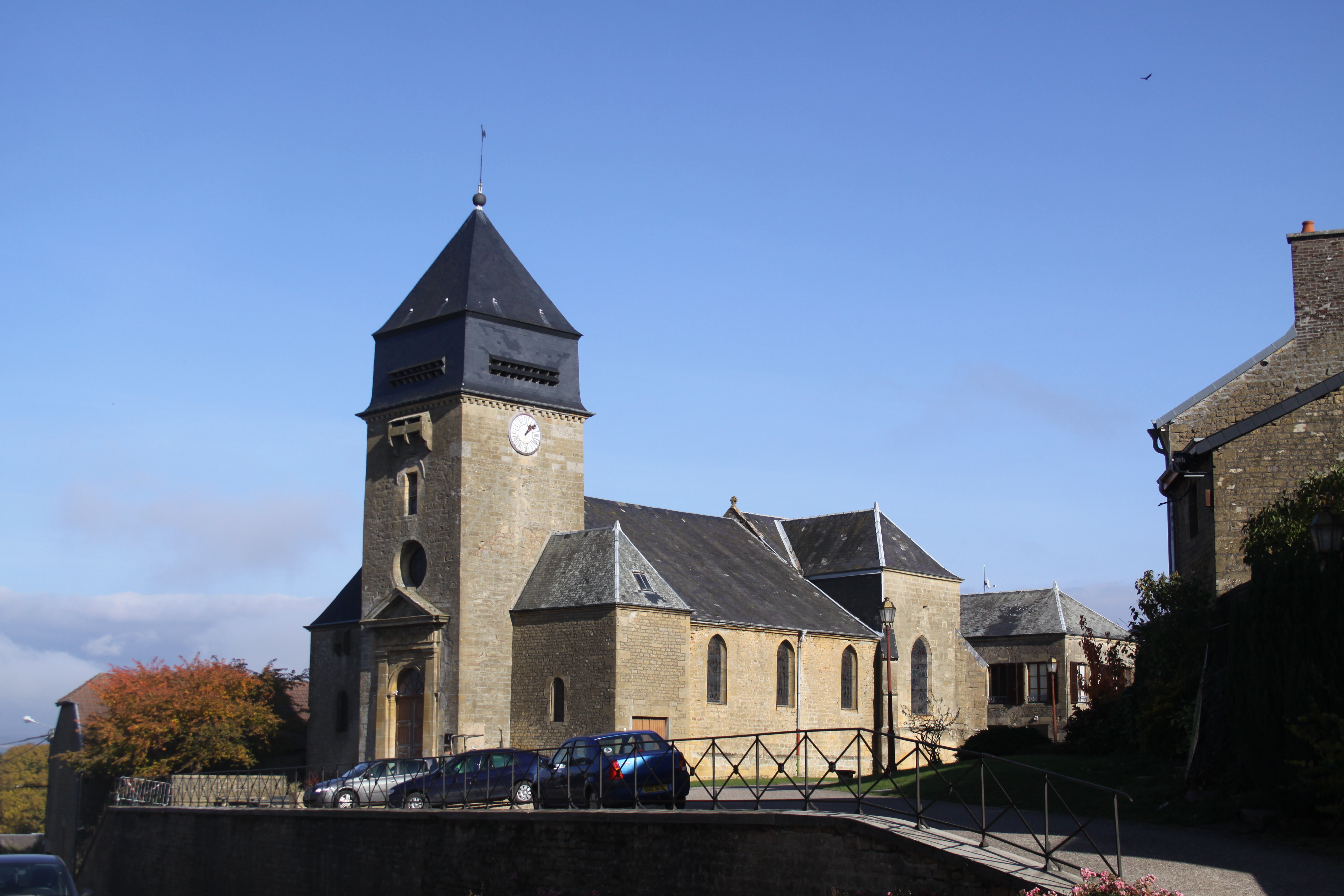
Kirche Saint-Rémi
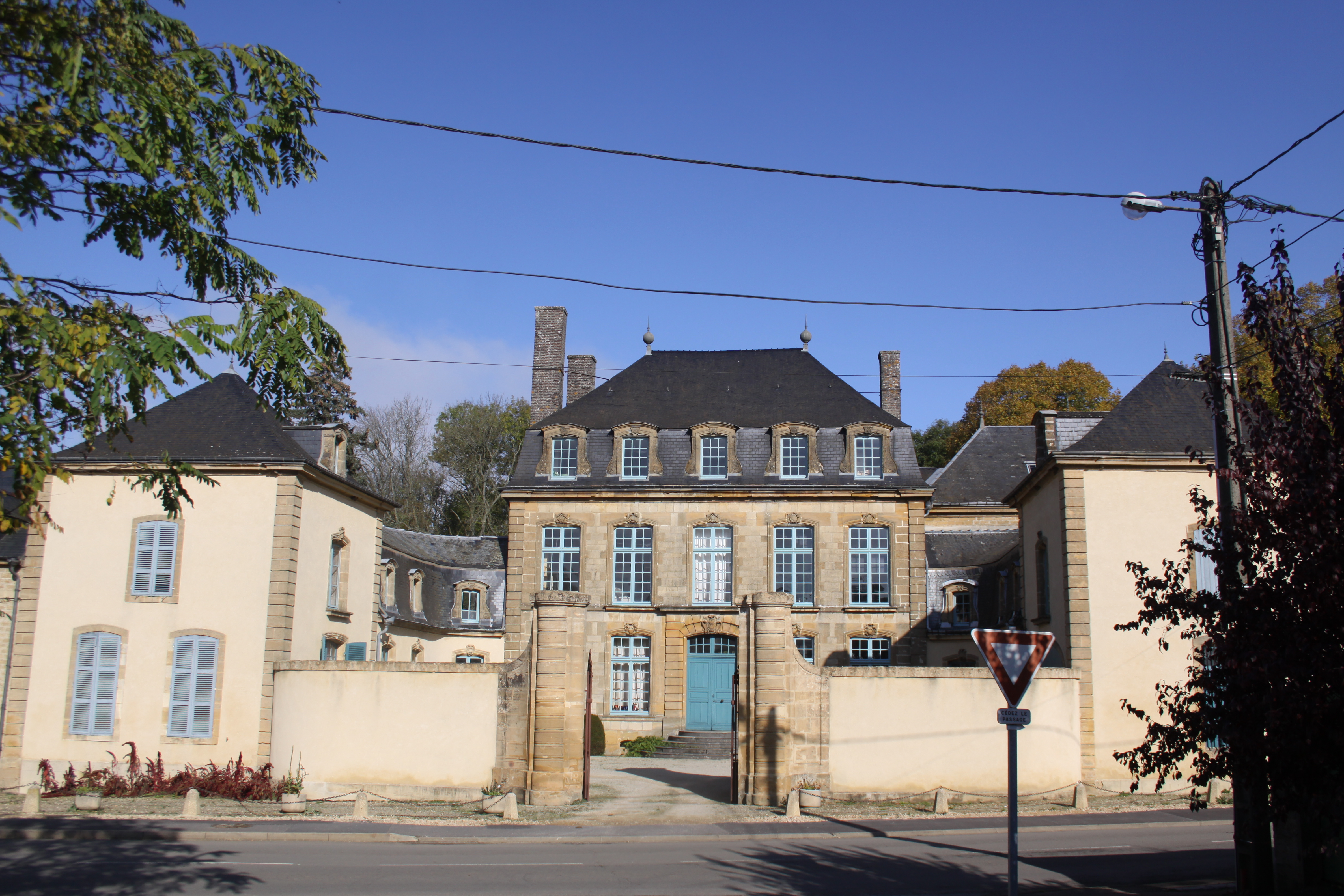
Schloss